# Warren G
Уо́ррен Гри́ффин III (англ. Warren Griffin III; род. 10 ноября 1970), более известный как Уоррен Джи (Warren G) — американский рэпер с Западного побережья, который вместе со своим братом Доктором Дре разработал в первой половине 1990-х новое направление в хип-хопе — джи-фанк. В 1994 году Уоррен Джи записал песню «Regulate», вместе со своим товарищем Нейт Доггом (двоюродным братом Снуп Догга). В Европе Warren G больше известен по сборнику The Rapsody Overture (1997), представляющему собой сочетание рэпа и классической музыки, хитом оттуда стал рэп на музыку хора «Улетай на крыльях ветра» А. П. Бородина (из оперы «Князь Игорь»).

## Карьера

### Ранняя карьера и 213
Уоррен Гриффин III вырос в городе Лонг-Бич, Калифорния. В то время он слушал то, что слушали его родители: джаз, соул, и фанк. Это воспитало в нём большую любовь к музыке. В какой-то момент он вступил в уличную банду Rollin 20’s Long Beach Crips. В 1990 году он основал группу 213, названную в честь телефонного кода Калифорнии, в которой состояли Снуп, Нейт и сам Уоррен Джи. Во время работы с 213 молодой Уоррен использовал всё своё свободное время для создания музыки.
213 распалась, когда Снуп Догг и Нейт Догг подписали контракт с Death Row. Хотя Уоррен Джи имел возможность присоединиться к Death Row, он предпочёл с самого начала сосредоточиться на сольной карьере.

### Сольная карьера
В течение своей ранней сольной карьеры Уоррен работал с такими артистами, как MC Breed и 2Pac, но его творческий прорыв произошёл после вокального сотрудничества с Mista Grimm в песне «Indo Smoke», ставшей главным саундтреком к фильму Poetic Justice в 1992 году. Рэп-исполнение привело его к плотному сотрудничеству с его сводным братом Доктором Дре. В том же 1992 году Уоррен внёс большой вклад в альбом Доктора Дре The Chronic, включая семплы для песни «Nuthin’ But a “G” Thang».
Всемирное признание в качестве сольного артиста пришло к нему в 1994 году после исполнения песни «Regulate» совместно с Nate Dogg’ом, которая сразу же возглавила чарты. В том же году Уоррен выпускает альбом Regulate…G Funk Era, ставший трижды платиновым, вместе с песней «This D.J.», которая стала хитом. Альбом был продан в количестве четырёх миллионов копий по всему миру, три из которых были проданы в США.
Второй альбом Уоррена Take a Look Over Your Shoulder был выпущен в 1997 году. В его поддержку вышло два хит-сингла: «I Shot the Sheriff» и «Smokin' Me Out». Альбом был выпущен как раз к тому времени, когда популярность джи-фанка в США стала убывать, и он достиг только золотого статуса, будучи проданным в количестве 500 000 копий.
Вместе с норвежской звездой сопрано Сиссель Хюрхьебё Уоррен Джи в 1998 году прославился в Европе благодаря сборнику The Rapsody Overture, где он читает рэп под музыку из оперы «Князь Игорь».
С лейблом Restless Records рэпер подписал соглашение на выпуск своего третьего альбома I Want It All в стиле джаз-рок в 1999 году. В песнях альбома можно услышать таких исполнителей, как Snoop Dogg, Mack 10, Kurupt и Eve. В альбоме было два сингла: «I Want It All», ставший золотым и «Game Don’t Wait». Альбом стал платиновым в США.
Четвёртый альбом Уоррена — The Return of the Regulator, он был выпущен в 2001 году. В альбоме вошёл только один сингл — «Lookin' at You». В 2004 Warren G, Snoop Dogg и Nate Dogg воссоединили группу 213 и выпустили альбом The Hard Way, в который вошёл сингл «Groupie Luv». Он достиг 48-го места в US R&B Chart. Альбом достиг четвёртого места в US Top 200 Album Chart и стал золотым.
Warren G выпустил новый альбом 11 октября 2005 года, который назывался In the Mid-Nite Hour.
22 марта Уоррен выпустил песню «Mr. President» для президентских выборов 2008 года, в которой он призывает голосовать каждого. Также он появился на шоу Celebrity Rap Superstar.
На трёх альбомах Уоррена можно услышать песни 213: песня «Game Don’t Wait» появилась на альбоме I Want It All; «Yo' Sassy Ways» появилась на альбоме The Return of the Regulator; песня «PYT» появилась на альбоме In the Mid-Nite Hour.
В 2009 году Уоррен выпустил свой шестой студийный альбом The G Files.
После смерти Nate Dogg’а 15 марта 2011 года Warren G выпустил песню «This Is Dedicated To You». Песня получила хорошие отзывы от критиков. Все средства, вырученные от этой песни пошли на помощь семье и родственникам Nate Dogg’а. Также он сделал несколько публичных выступлений для продвижения благотворительных акций.
Всего Уоррен Джи продал от 8 до 10 миллионов копий своих альбомов по всему миру.
В 2015 году выпустил мини-альбом Regulate… G Funk Era, Pt. II.

## Неделя Warren G
Мэром города Лонг-Бич было принято решение посвятить неделю с 1 по 6 августа 2005 года Уоррену Джи.

## Другие проекты
Уоррен всё ещё предпочитает работать независимо. Его работа включает в себя рэп, актёрское мастерство, пение и создание песен для различных ТВ-шоу и фильмов. Он стремится работать с новыми исполнителями, чтобы сделать их известнее.

## Награды

### Грэмми
| Год  | Жанр    | Песня                              | Категория                                          | Награда   |
| ---- | ------- | ---------------------------------- | -------------------------------------------------- | --------- |
| 1995 | Хип-хоп | «Regulate» (совместно с Nate Dogg) | Лучшее вокальное рэп-исполнение дуэтом или группой | Номинация |
| 1995 | Хип-хоп | «This D.J.»                        | Лучше сольное рэп-исполнение дуэтом или группой    | Номинация |

## Фильмография
- All of Us (2005)
- Old School (2003)
- The Parkers (2000)
- Little Richard (2000)
- Speedway Junky (1999)
- The Show (1995)

## Дискография
| Год  | Название                                                                                 | Сведения об альбоме                                                                                                 |
| ---- | ---------------------------------------------------------------------------------------- | --- |
| 1994 | Regulate…G Funk Era - Дата выхода: 7 июня, 1994 - Лейбл: Def Jam Recordings              | - Последняя сертификация RIAA: трёхкратная платина - Синглы: «Regulate», «Do You See», «This DJ», «So Many Ways»    |
| 1997 | Take a Look Over Your Shoulder - Дата выхода: 25 марта, 1997 - Лейбл: Def Jam Recordings | - Последняя сертификация RIAA: золото - Синглы: «I Shot the Sheriff», «Smokin' Me Out», «What We Go Through»        |
| 1999 | I Want It All - Дата выхода: 12 октября, 1999 - Лейбл: Restless Records                  | - Последняя сертификация RIAA: золото - Синглы: «I Want It All», «Game Don’t Wait» «Gangsta Love», «You Never Know» |
| 2001 | The Return of the Regulator - Дата выхода: 11 декабря, 2001 - Лейбл: Universal           | - Последняя сертификация RIAA: нет - Синглы: «Lookin' At You», «Ghetto Village»                                     |
| 2005 | In the Mid-Nite Hour - Дата выхода: 11 октября, 2005 - Лейбл: Lightyear/Hawino           | - Последняя сертификация RIAA: нет - Синглы: «Get U Down», «I Need a Light»                                         |
| 2009 | The G Files - Дата выхода: 29 сентября, 2009 - Лейбл: E1                                 | - Последняя сертификация RIAA: нет - Синглы: «Ringtone», «Crush»                                                    |